# العلاقات الصربية القطرية
العلاقات الصربية القطرية هي العلاقات الثنائية التي تجمع بين صربيا وقطر.

## مقارنة بين البلدين
هذه مقارنة عامة ومرجعية للدولتين:
| وجه المقارنة                                              | صربيا                                                      | قطر           |
| --------------------------------------------------------- | ---------------------------------------------------------- | ------------- |
| المساحة (كم2)                                             | 88.36 ألف                                                  | 11.44 ألف     |
| عدد السكان (نسمة)                                         | 7.02 مليون                                                 | 2.64 مليون    |
| الكثافة السكانية (ن./كم²)                                 | 79.45                                                      | 230.77        |
| العاصمة                                                   | بلغراد                                                     | الدوحة        |
| اللغة الرسمية                                             | اللغة الصربية                                              | اللغة العربية |
| العملة                                                    | دينار صربي                                                 | ريال قطري     |
| الناتج المحلي الإجمالي (بليون دولار)                      | 41.43 مليار                                                | 167.61 مليار  |
| الناتج المحلي الإجمالي (تعادل القوة الشرائية) بليون دولار | 100.13 مليار                                               | 316.40 مليار  |
| الناتج المحلي الإجمالي الاسمي للفرد دولار أمريكي          | 5.24 ألف                                                   | 73.65 ألف     |
| الناتج المحلي الإجمالي للفرد دولار أمريكي                 | 13.59 ألف                                                  | 141.54 ألف    |
| مؤشر التنمية البشرية                                      | 0.771                                                      | 0.850         |
| رمز المكالمات الدولي                                      | +381                                                       | +974          |
| رمز الإنترنت                                              | .rs، .срб ‏                                                 | .qa           |
| المنطقة الزمنية                                           | توقيت وسط أوروبا، ت ع م+01:00، ت ع م+02:00، أوروبا/بلغراد ‏ | ت ع م+03:00   |

## منظمات دولية مشتركة
يشترك البلدان في عضوية مجموعة من المنظمات الدولية، منها:
| علم المنظمة | اسم المنظمة                               | تاريخ انضمام صربيا | تاريخ انضمام قطر |
| ----------- | ----------------------------------------- | ------------------ | ---------------- |
|             | يونسكو                                    | 20 ديسمبر 2000     | 27 يناير 1972    |
|             | وكالة ضمان الاستثمار متعدد الأطراف        | 19 مارس 1993       | 22 أكتوبر 1996   |
|             | الأمم المتحدة                             | 1 نوفمبر 2000      | 21 سبتمبر 1971   |
|             | الاتحاد البريدي العالمي                   | ?                  | ?                |
|             | البنك الدولي للإنشاء والتعمير             | 25 فبراير 1993     | 25 سبتمبر 1972   |
|             | المنظمة الهيدروغرافية الدولية             | ?                  | ?                |
|             | الاتحاد الدولي للاتصالات                  | 1 يونيو 2001       | 27 مارس 1973     |
|             | منظمة حظر الأسلحة الكيميائية              | ?                  | ?                |
|             | مؤسسة التمويل الدولية                     | 25 فبراير 1993     | 11 أكتوبر 2008   |
|             | المركز الدولي لتسوية المنازعات الاستشارية | 8 يونيو 2007       | 20 يناير 2011    |
|             | منظمة الشرطة الجنائية الدولية             | ?                  | ?                |

## أعلام
هذه قائمة لبعض الشخصيات التي تربطها علاقات بالبلدين:
- دانييل شاريش (لاعب كرة يد قطري، 27 يوليو 1977 – )

## وصلات خارجية
- موقع وزارة الخارجية الصربية
- موقع وزارة الخارجية القطرية